# بانداژ

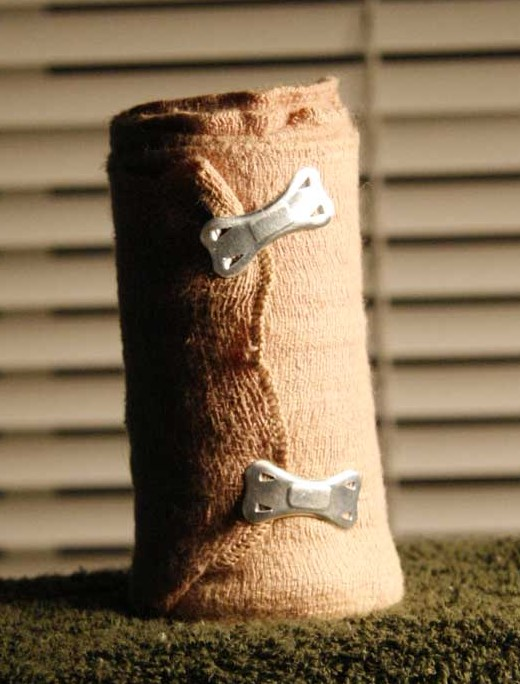
باند کش‌دار ساده

باند یا بانداژ (به فرانسوی: Bandage) نوارهای پارچه‌ای تور مانند و گاه کش‌دار که در طول و عرض‌های متفاوتی تهیه می‌شوند. به عمل بستن زخمها در پایان کار به وسیله باندها را نیز بانداژ می‌گویند. بانداژ باید متناسب با نوع و محل و ابعاد محل عمل جراحی باشد تا بتواند به خوبی زخم را بپوشاند. ساده‌ترین مدل بانداژ از ۳عدد گاز ساده بعلاوه باند و نوار چسب تشکیل می‌شود.